# کلیسای جامع مکزیکو سیتی
کلیسای جامع مکزیکو سیتی یک کلیسای جامع واقع در مکزیکو سیتی، مکزیک می‌باشد. ارتفاع آن ۶۷ متر (۲۲۰ فوت) است.